# Języki w Europie
     słowiańskie
     germańskie
     romańskie
     ugrofińskie
     bałtyckie
     celtyckie
     albańskie
     helleńskie
     turkijskie
     semickie

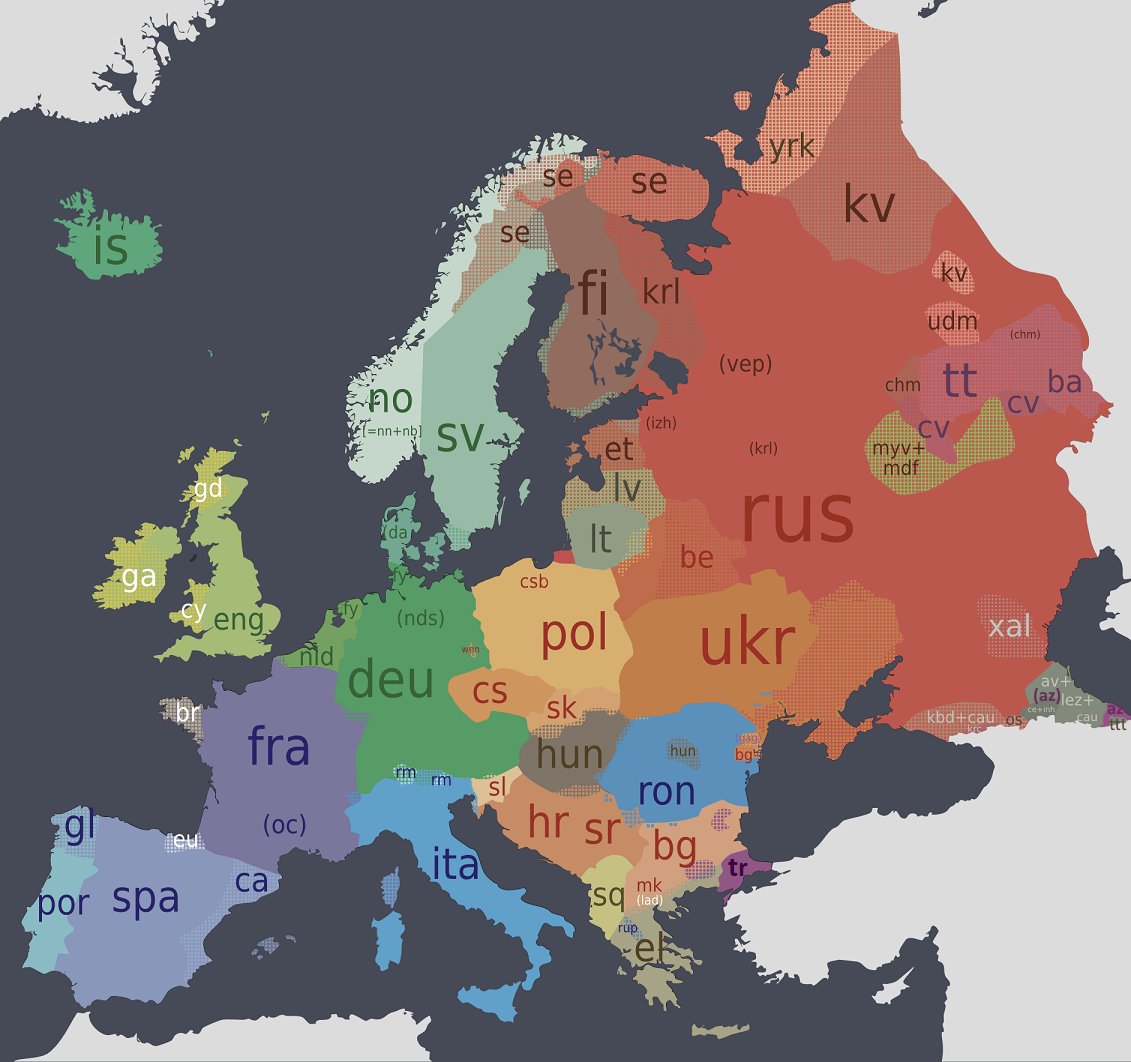
Języki Europy – oznaczenia według ISO 639

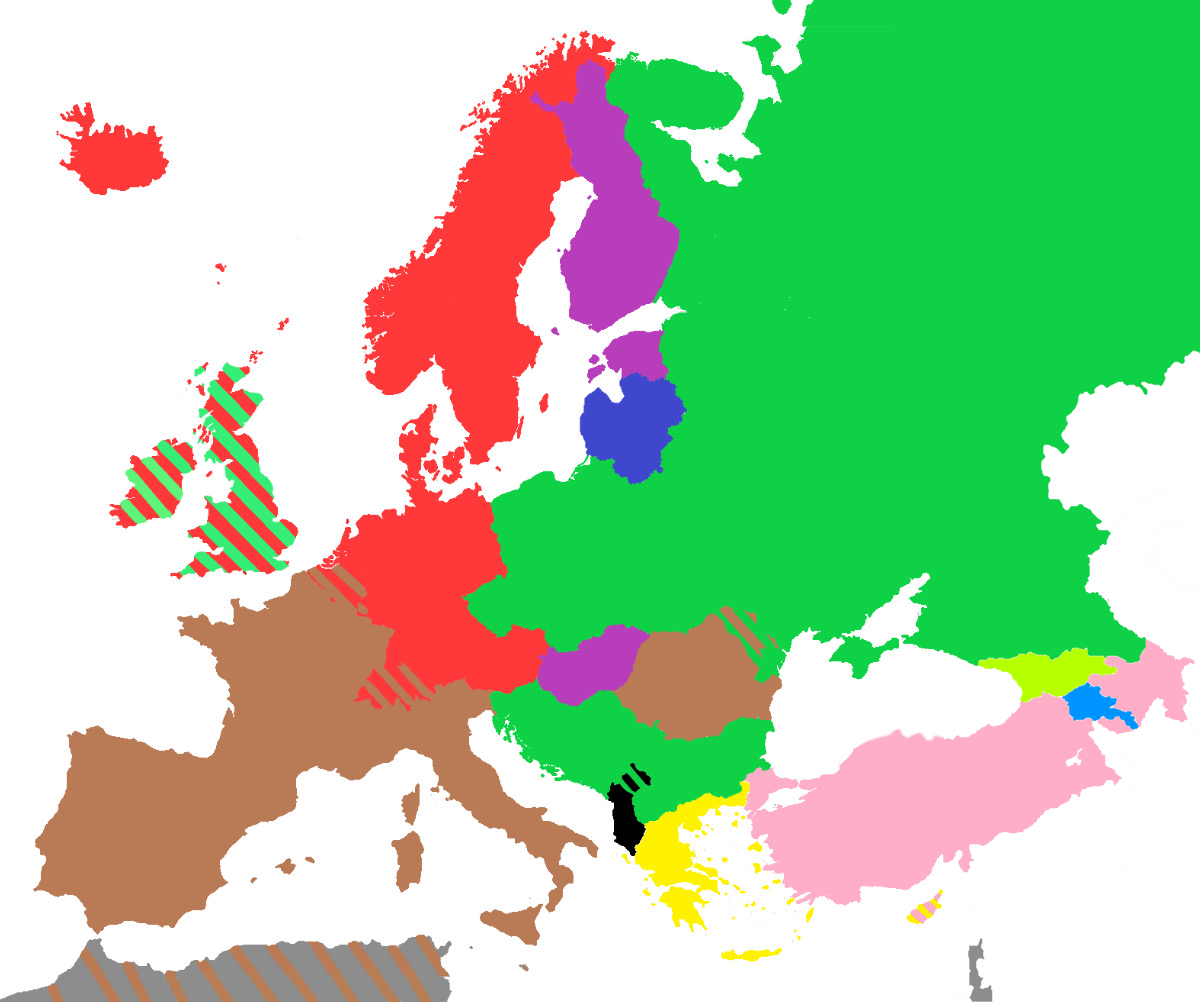
Obszary występowania grup językowych w Europie:
słowiańskie
germańskie
romańskie
ugrofińskie
bałtyckie
celtyckie
albańskie
helleńskie
turkijskie
semickie

Zdecydowana większość ludności Europy posługuje się językami z rodziny indoeuropejskiej. Trudno jest w sposób dokładny podać liczebność użytkowników poszczególnych języków z powodu dość częstej dwujęzyczności, a także z powodu migracji, które powodują, iż osoba posługująca się na co dzień określonym językiem nie traktuje go jako ojczysty. Innym powodem niemożności precyzyjnego ustalenia liczby posługujących się poszczególnymi językami jest zjawisko wypierania pewnych języków przez inne (np. szkockiego przez angielski czy prowansalskiego przez francuski).
Także lista języków używanych w Europie jest trudna do ustalenia, gdyż w latach ostatnich istnieje tendencja do wyodrębniania nowych języków, dotychczas rozpatrywanych w ramach zróżnicowania dialektalnego (w Polsce przykładem takiego zjawiska jest kwestia odrębności etnolektu śląskiego).
Poniższa lista obejmuje języki uznawane powszechnie do lat 70. i 80., bez języków, których istnienie jest postulowane od lat 90. (np. alzackiego czy sycylijskiego). Nie wymieniono także języków używanych przez populacje imigranckie, gdyż praktycznie każda większa grupa ludności świata posiada diasporę na terenie Europy, co powodowałoby, iż lista języków w Europie pokrywała by się z listą najważniejszych języków świata. Liczba mówiących jest podana w sposób przybliżony i dotyczy tylko użytkowników danego języka żyjących w Europie. Lista ta nie obejmuje także języków używanych na Kaukazie, gdyż powszechnie w polskiej geografii (inaczej niż w krajach anglosaskich) góry te uważa się za leżące w Azji.

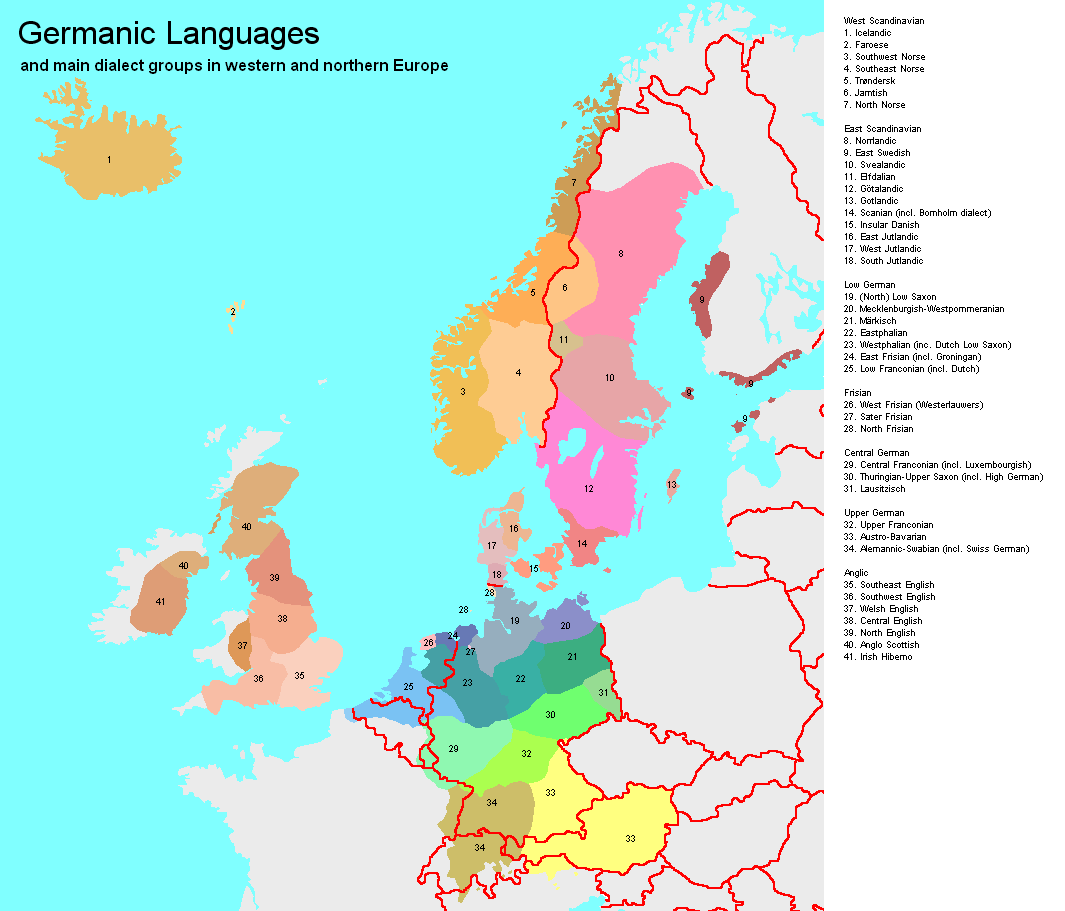
Języki germańskie
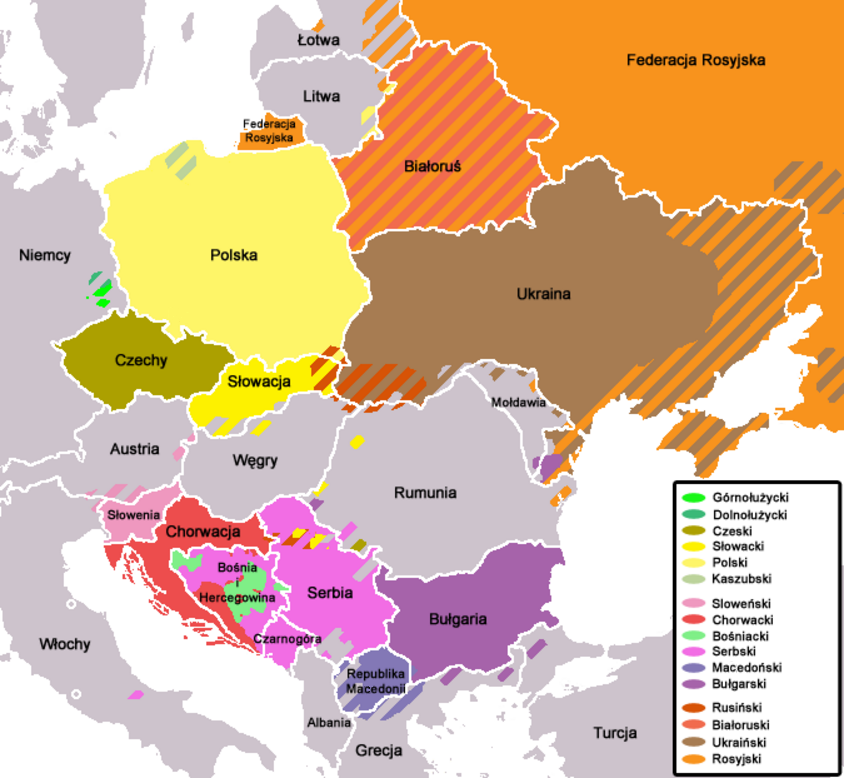
Języki słowiańskie
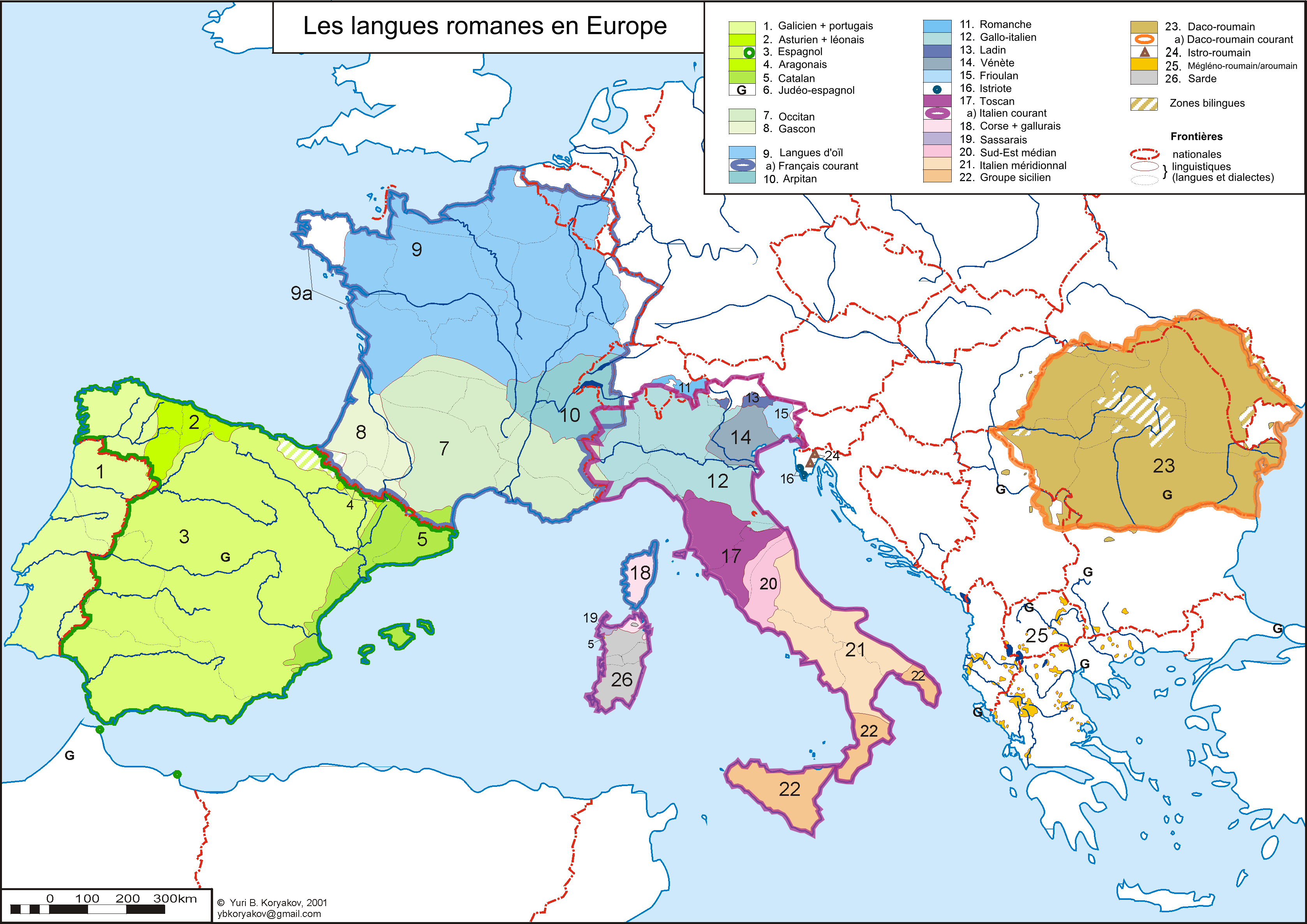
Języki romańskie
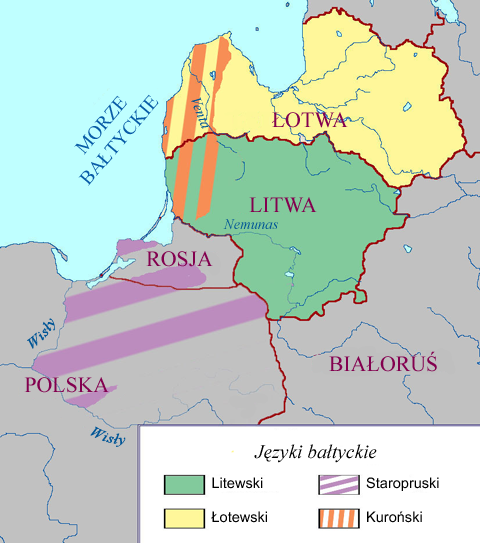
Języki bałtyckie
Języki celtyckie
Języki północnokaukaskie
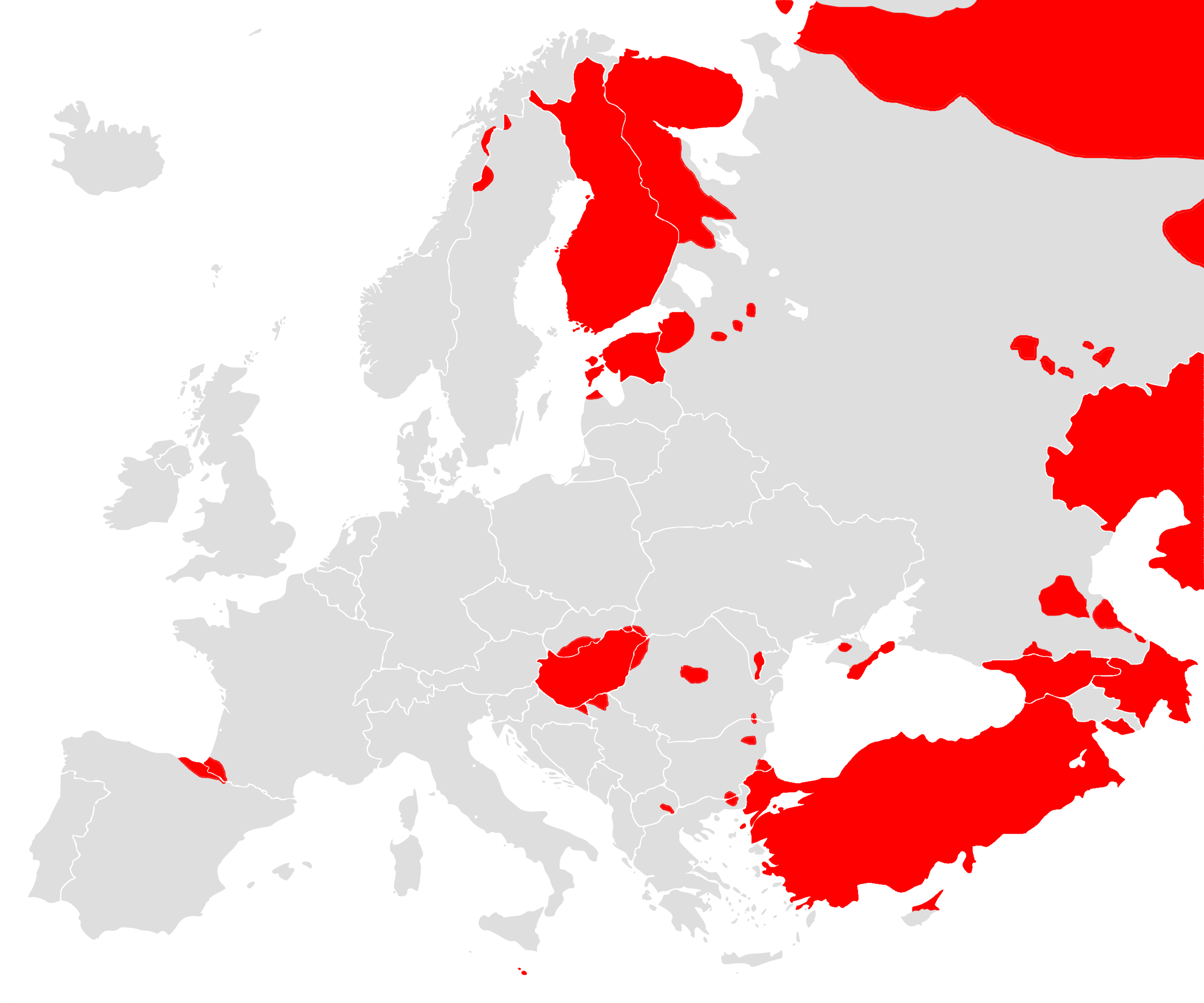
Języki nieindoeuropejskie (baskijski, węgierski, fiński, estoński, karelski, lapoński, turecki, maltański)

## Lista języków europejskich
| Język                               | Kod języka według ISO 639  | Liczba użytkowników (dane szacunkowe) | Status | Występowanie | Uwagi                                                                                         |
| Języki indoeuropejskie              | Języki indoeuropejskie     | Języki indoeuropejskie                | Języki indoeuropejskie | Języki indoeuropejskie | Języki indoeuropejskie                                                                        |
| języki germańskie                   | języki germańskie          | języki germańskie                     | języki germańskie | języki germańskie | języki germańskie                                                                             |
| ----------------------------------- | -------------------------- | ------------------------------------- | --- | --- | --------------------------------------------------------------------------------------------- |
| szwedzki                            | sv, swe                    | 8–9,1 mln                             | Urzędowy w Szwecji i Finlandii (obok języka fińskiego) | Szwecja, zachodnie i południowe krańce Finlandii |                                                                                               |
| norweski                            | no, nor (nb, nn, nob, nno) | 4,5–4,7 mln                           | Urzędowy w Norwegii | Norwegia |                                                                                               |
| duński                              | da, dan                    | 5–5,2 mln                             | Urzędowy w Danii i na Wyspach Owczych (obok farerskiego) | Dania |                                                                                               |
| islandzki                           | is, isl                    | 280–310 tys.                          | Urzędowy na Islandii | Islandia |                                                                                               |
| farerski                            | fo, fao                    | 55–75 tys.                            | Urzędowy na Wyspach Owczych (wraz z duńskim) | Wyspy Owcze |                                                                                               |
| niemiecki                           | de, deu, ger               | 92–96 mln                             | Urzędowy w: Niemczech, Austrii, większości kantonów Szwajcarii, Liechtensteinie, Luksemburgu (obok luksemburskiego i francuskiego), włoskiej prowincji Trydent-Górna Adyga (obok włoskiego), 16 gminach Województwa opolskiego, Kantony Wschodnie w Belgii | Niemcy, Austria, znaczna część Szwajcarii, Liechtenstein, włoski Trydent-Górna Adyga, francuska Alzacja, Województwo opolskie i zachodnia część Województwa śląskiego | Liczne dialekty w ostatnich latach uznawane za odrębne języki (np. alzacki, szwajcarski)      |
| dolnoniemiecki                      | nds                        | 0,2–1 mln                             | pomocniczy język urzędowy w Szlezwiku-Holsztynie | Północne Niemcy (Dolna Saksonia, Szlezwik-Holsztyn) |                                                                                               |
| niderlandzki                        | nl, nld                    | 20–22 mln                             | Urzędowy w Holandii, północnej Belgii (Flandria) | Holandia, Północna Belgia, przygraniczne obszary Francji | czasami odmiana używana w Holandii nazywana holenderskim, a ta w Belgii flamandzkim           |
| fryzyjski                           | fy, fri                    | 250–600 tys.                          | Urzędowy (wraz z holenderskim) w holenderskiej prowincji Fryzja | Północna Holandia, płn.-zach. Niemcy |                                                                                               |
| luksemburski                        | lb, ltz                    | 280–340 tys.                          | Urzędowy w Luksemburgu (obok niemieckiego i francuskiego) | Luksemburg |                                                                                               |
| angielski                           | en, eng                    | 60–64 mln                             | urzędowy w Wielkiej Brytanii (lokalnie wraz z walijskim i szkockim), Irlandii (wraz z irlandzkim), na wyspie Man, na Wyspach Normandzkich (wraz z francuskim), na Malcie (wraz z maltańskim), w Gibraltarze                                                | Wyspy Brytyjskie (z wyjątkiem północno-zachodnich skrawków Szkocji, zachodniej Walii i południowo-zachodniej Irlandii)                                                | Zróżnicowane dialekty, określane czasem mianem języków, np. szkocki ([scots])                 |
| jidysz                              | yi, yid                    | 50–300 tys.                           | | w ośrodkach miejskich wśród części diaspory żydowskiej na terenie całej Europy                                                                                        |                                                                                               |
| języki słowiańskie                  |                            |                                       | | |                                                                                               |
| polski                              | pl, pol                    | 42–45 mln                             | Urzędowy w Polsce | Polska, Litwa (Wileńszczyzna), północno-zachodnia Białoruś (Grodzieńszczyzna), zachodnia Ukraina, strefa przygraniczna w Czechach (Zaolzie)                           |                                                                                               |
| kaszubski                           | csb                        | 50–100 tys.                           | lokalnie pomocniczy język urzędowy w kilku gminach województwa pomorskiego | Kaszuby |                                                                                               |
| czeski                              | cs, ces, cze               | 10–11,5 mln                           | Urzędowy w Czechach | Czechy |                                                                                               |
| słowacki                            | sk, slo, slk               | 5,2–5,8 mln                           | Urzędowy na Słowacji | Słowacja |                                                                                               |
| dolnołużycki                        | dsb                        | 10–25 tys.                            | lokalnie pomocniczy język urzędowy w kilku gminach w południowo-wschodnich Niemczech | Południowo-wschodnia część niemieckiego landu Brandenburgia |                                                                                               |
| górnołużycki                        | hsb                        | 40–70 tys.                            | lokalnie pomocniczy język urzędowy w kilku gminach w południowo-wschodnich Niemczech | Wschodnia część niemieckiego landu Saksonia |                                                                                               |
| rosyjski                            | ru, rus                    | 120–135 mln                           | Urzędowy w Rosji (lokalnie wraz z innymi językami), na Białorusi (wraz z białoruskim) i w separatystycznych Doniecku, Ługańsku, Naddniestrzu (obok ukraińskiego i mołdawskiego (rumuńskiego))                                                              | Rosja, Białoruś, wschodnia Ukraina, północny Kazachstan, także w ośrodkach miejskich w Estonii, na Łotwie, Litwie i w Mołdawii                                        | Podana liczba obejmuje tylko rosyjskojęzycznych mieszkańców Europy                            |
| białoruski                          | be, bel                    | 3–8 mln                               | Urzędowy na Białorusi (wraz z rosyjskim) | Białoruś, strefa przygraniczna w Polsce |                                                                                               |
| ukraiński                           | uk, ukr                    | 25–32 mln                             | Urzędowy na Ukrainie i w separatystycznym Naddniestrzu (obok rosyjskiego i mołdawskiego (rumuńskiego)) | Ukraina środkowa i zachodnia |                                                                                               |
| serbski                             | sr, scc, srp               | 10,5–12 mln                           | Urzędowy w Serbii (lokalnie wraz z albańskim i węgierskim), Czarnogórze (pod nazwą język czarnogórski), w Bośni i Hercegowinie | Serbia, Czarnogóra, północna i wschodnia Bośnia i Hercegowina, chorwacka Slawonia i Krajina                                                                           | często łączony wraz językiem chorwackim w język serbsko-chorwacki                             |
| chorwacki                           | hr, hrv                    | 5,5–6,5 mln                           | Urzędowy w Chorwacji i Bośni i Hercegowinie, lokalnie pomocniczy język urzędowy w Austrii | Chorwacja, środkowa i zachodnia Bośnia i Hercegowina, enklawy w Austrii                                                                                               | często łączony wraz językiem serbskim w język serbsko-chorwacki                               |
| słoweński                           | sl, slv                    | 2–2,2 mln                             | Urzędowy w Słowenii, lokalnie w austriackiej Karyntii | Słowenia, południowa część austriackiej Karyntii, wschodnia część włoskiej prowincji autonomicznej Friuli-Wenecja Julijska, region Vendvidék na Węgrzech              |                                                                                               |
| bułgarski                           | bg, bul                    | 8–9 mln                               | Urzędowy w Bułgarii | Bułgaria |                                                                                               |
| macedoński                          | mk, mkd, mac               | 1,4–1,8 mln                           | Urzędowy w Macedonii Północnej (wraz z albańskim) | Macedonia Północna, północna Grecja |                                                                                               |
| języki romańskie                    |                            |                                       | | |                                                                                               |
| hiszpański (kastylijski)            | es, spa                    | 30–32 mln                             | Urzędowy w Hiszpanii (lokalnie wraz z galisyjskim, katalońskim i baskijskim) | większość obszaru Hiszpanii | Liczne dialekty określane często mianem języków (m.in. leoński, asturiański)                  |
| portugalski                         | pt, por                    | 11–12 mln                             | Urzędowy w Portugalii | Portugalia |                                                                                               |
| kataloński                          | ca, cat                    | 7–8,5 mln                             | Urzędowy (wraz z hiszpańskim) w hiszpańskich prowincjach: Katalonia Baleary, Walencja, w Andorze (wraz z francuskim) oraz (razem z włoskim) we włoskiej gminie Alghero (na Sardynii)                                                                       | wschodnia Hiszpania, przygraniczne tereny w południowej Francji, włoska Sardynia                                                                                      |                                                                                               |
| galisyjski                          | gl, glg                    | 2,7–3,2 mln                           | Urzędowy w hiszpańskiej Galicji (wraz z hiszpańskim) | Galicia, także w graniczących z Galicią prowincjach Hiszpanii |                                                                                               |
| francuski                           | fr, fra, fre               | 58–62 mln                             | Urzędowy we Francji (lokalnie wraz z innymi), Monako, południowej Belgii (Walonia), części Szwajcarii, Luksemburgu (wraz z luksemburskim i niemieckim), włoskiej prowincji Aosta (wraz z włoskim), na Wyspach Normandzkich (wraz z angielskim)             | Francja (oprócz Prowansji, Korsyki, Alzacji i zachodniej Bretanii), zachodnia Szwajcaria, Aosta, południowa Belgia                                                    | Liczne dialekty określane często mianem języków (m.in. normandzki, aragoński)                 |
| prowansalski                        | oc, oci                    | 1–3 mln                               | pomocniczy język urzędowy w południowej Francji (wraz z francuskim) | południe Francji |                                                                                               |
| włoski                              | it, ita                    | 55–58 mln                             | Urzędowy we Włoszech (lokalnie wraz z innymi językami), San Marino, Watykanie (wraz z łaciną), szwajcarskich kantonach Ticino i Gryzonia, na chorwackiej Istrii (razem z chorwackim i słoweńskim)                                                          | Znaczna część Włoch, przygraniczne kantony Szwajcarii, chorwacka Istria                                                                                               | Liczne dialekty określane często mianem języków (m.in. sycylijski, neapolitański, lombardzki) |
| sardyński                           | sc, srd                    | 1,5–1,7 mln                           | Urzędowy (wraz z włoskim) na włoskiej Sardynii | Sardynia |                                                                                               |
| korsykański                         | co, cos                    | 300–350 tys.                          | Urzędowy (wraz z francuskim na francuskiej Korsyce) | Korsyka | często traktowany jako dialekt języka włoskiego                                               |
| retoromański                        | rm, roh; roa; fur          | 550–700 tys.                          | Urzędowy (wraz z włoskim) we włoskiej Friuli-Wenecja Julijska i w szwajcarskim kantonie Gryzonia (wraz z niemieckim) | rejon alpejski | 3 dialekty, często uważane za odrębne języki                                                  |
| język rumuński                      | ro, ron, rum               | 23–25 mln                             | Urzędowy w Rumunii i w Mołdawii | Rumunia, Mołdawia, pograniczne tereny Ukrainy |                                                                                               |
| język arumuński                     | rup                        | 150–350 tys.                          | | Półwysep Bałkański |                                                                                               |
| języki celtyckie                    |                            |                                       | | |                                                                                               |
| szkocki                             | gd, gla                    | 20–100 tys.                           | Urzędowy (wraz z angielskim) na brytyjskich Hebrydach Zewnętrznych | Północno-zachodnia Szkocja |                                                                                               |
| irlandzki                           | ga, gle                    | 100–600 tys.                          | Urzędowy (wraz z angielskim) w Irlandii | Zachodnie i południowe skrawki Irlandii |                                                                                               |
| walijski                            | cy, cym, wel               | 500–750 tys.                          | Urzędowy (wraz z angielskim) w Walii | brytyjska Walia |                                                                                               |
| kornwalijski                        | kw, cor                    | 1–3 tys.                              | | lokalnie w Kornwalii (południowo-zachodni skrawek Wielkiej Brytanii)                                                                                                  |                                                                                               |
| bretoński                           | br, bre                    | 400–700 tys.                          | Urzędowy (wraz z francuskim we francuskiej Bretanii) | zachodnia Bretania |                                                                                               |
| języki bałtyckie                    |                            |                                       | | |                                                                                               |
| litewski                            | lt, lit                    | 2,8–3 mln                             | Urzędowy na Litwie | Litwa |                                                                                               |
| łotewski                            | lv, lav                    | 1,2–1,5 mln                           | Urzędowy na Łotwie | Łotwa | językiem tym posługuje się tylko ok. 60% mieszkańców Łotwy                                    |
| pozostałe języki indoeuropejskie    |                            |                                       | | |                                                                                               |
| grecki                              | el, ell, gre               | 10,5–12 mln                           | Urzędowy w Grecji | Grecja |                                                                                               |
| albański                            | sq, sqi                    | 5,5–6,5 mln                           | Urzędowy w Albanii, Kosowie (wraz z serbskim) i w Macedonii Północnej (wraz z macedońskim) | Albania, południowa Serbia, zachodnia Macedonia Północna |                                                                                               |
| cygański (romski)                   | rom                        | 0,4–1,5 mln                           | | wśród Cyganów (Romów) w całej Europie |                                                                                               |
| Języki uralskie                     |                            |                                       | | |                                                                                               |
| języki ugrofińskie                  |                            |                                       | | |                                                                                               |
| fiński                              | fi, fin                    | 5–5,4 mln                             | Urzędowy (wraz ze szwedzkim) w Finlandii | Finlandia (z wyjątkiem krańców południowych i południowo-zachodnich), przygraniczne tereny w Szwecji i Rosji                                                          |                                                                                               |
| estoński                            | et, est                    | 1,1–1,2 mln                           | Urzędowy w Estonii | Estonia | W ostatnich latach wyodrębnia się z języka estońskiego język võro                             |
| karelski                            | krl                        | 80–150 tys.                           | | rosyjska Karelia | trwają starania o nadanie językowi karelskiemu statusu języka urzędowego w rosyjskiej Karelii |
| wepski                              | fiu                        | 4–8 tys.                              | | rosyjskie: Obwód leningradzki i Karelia |                                                                                               |
| ingryjski                           | izh                        | poniżej 1 tys.                        | | Obwód leningradzki (Rosja) |                                                                                               |
| liwski                              | liv                        | poniżej 1 tys.                        | | północna Łotwa |                                                                                               |
| lapoński                            | se                         | 25–50 tys.                            | | Laponia (w granicach Rosji, Szwecji, Norwegii i Finlandii) |                                                                                               |
| maryjski                            | chm                        | 450–650 tys.                          | Urzędowy (wraz z rosyjskim) w rosyjskiej republice Mari El | Mari El i tereny ościenne w Rosji |                                                                                               |
| mordwiński (moksza i erzja)         | mdf; myv                   | 0,8–1,1 mln                           | Urzędowy (wraz z rosyjskim) w rosyjskiej Mordowii | Mordowia i tereny ościenne w Rosji | Często język mordwiński dzieli się na dwa odrębne: mordwiński – moksza i mordwiński – erzja   |
| język komi (wraz z komi-permiackim) | kv, kom                    | 400–550 tys.                          | Urzędowy (wraz z rosyjskim) w rosyjskiej Republice Komi | Republika Komi, tereny dawnego Komi Permiackiego Okręgu Autonomicznego oraz tereny ościenne w Rosji                                                                   | Niekiedy dialekt komi-permiacki wydziela się jako odrębny język                               |
| udmurcki                            | udm                        | 500–650 tys.                          | Urzędowy (wraz z rosyjskim) w rosyjskiej Udmurcji | Udmurcja oraz tereny ościenne w Rosji |                                                                                               |
| võro                                | fiu                        | 70 tys.                               | Język regionalny w prowincji Tartu w Estonii | Południowo-wschodnia część Estonii, przygraniczne rejony Łotwy i Rosji (nad jeziorem Pejpus)                                                                          | Często błędnie uważany za dialekt języka estońskiego                                          |
| węgierski                           | hu, hun                    | 13–14,5 mln                           | Urzędowy na Węgrzech, południowej Słowacji i w serbskiej Wojwodinie | Węgry, południowa Słowacja, Wojwodina (Serbia), Obwód zakarpacki (Ukraina), oraz w Rumunii: przy granicy węgierskiej i w Siedmiogrodzie                               |                                                                                               |
| języki samojedzkie                  |                            |                                       | | |                                                                                               |
| język nieniecki                     | yrk                        | 3–5 tys.                              | | północno-wschodni skrawek europejskiej części Rosji (Nieniecki Okręg Autonomiczny)                                                                                    |                                                                                               |
| Języki ałtajskie                    |                            |                                       | | |                                                                                               |
| języki tureckie                     |                            |                                       | | |                                                                                               |
| turecki                             | tr, tur                    | 6–9 mln                               | Urzędowy w Turcji | Turcja i jej dawne posiadłości na Bałkanach (zwłaszcza Bułgaria) | Podana liczba nie obejmuje diaspory w Europie Zachodniej                                      |
| czuwaski                            | cv, chv                    | 1,2–1,7 mln                           | Urzędowy (wraz z rosyjskim) w rosyjskiej Czuwaszji | Czuwaszja oraz tereny ościenne w Rosji |                                                                                               |
| tatarski                            | tt, tat                    | 3,5– 5,5 mln                          | Urzędowy (wraz z rosyjskim) w rosyjskim Tatarstanie | Tatarstan oraz tereny ościenne w Rosji (zwłaszcza Baszkiria), ukraiński Krym                                                                                          |                                                                                               |
| kazachski                           | kk, kaz                    | 30–50 tys.                            | Urzędowy w Kazachstanie | południowa część europejskiego Kazachstanu | Podana liczba użytkowników dotyczy tylko europejskiej części Kazachstanu                      |
| baszkirski                          | ba, bak                    | 1–1,5 mln                             | Urzędowy (wraz z rosyjskim) w rosyjskiej Baszkirii | Baszkiria oraz tereny ościenne w Rosji |                                                                                               |
| gagauski                            | tut                        | 150–220 tys.                          | Urzędowy (wraz z rosyjskim i mołdawskim (rumuńskim)) w mołdawskiej Gagauzji | Gagauzja i graniczące z nią tereny Ukrainy |                                                                                               |
| karaimski                           | tut, kdr                   | 4–8 tys.                              | | Krym, Litwa (okolice Troków) |                                                                                               |
| języki mongolskie                   |                            |                                       | | |                                                                                               |
| kałmucki                            | xal                        | 100–150 tys.                          | Urzędowy (wraz z rosyjskim) w rosyjskiej Kałmucji | Kałmucja oraz tereny ościenne w Rosji |                                                                                               |
| Języki semickie                     |                            |                                       | | |                                                                                               |
| maltański                           | mt, mlt                    | 330–380 tys.                          | Urzędowy (wraz z angielskim) na Malcie | Malta |                                                                                               |
| Języki izolowane                    |                            |                                       | | |                                                                                               |
| baskijski                           | eu, eus, baq               | 0,5–1 mln                             | Urzędowy (wraz z hiszpańskim) w hiszpańskiej Baskonii | hiszpańskie: Baskonia i Nawarra, przyległe do nich tereny we Francji                                                                                                  |                                                                                               |

## Przeszłość językowa Europy
Na przestrzeni dziejów różne rodziny językowe uzyskiwały pozycję dominującą na kontynencie. Do początku n.e. języki celtyckie (obecnie zajmujące niewielkie skrawki Europy) opanowały niemal całą Europę Zachodnią i dużą część Środkowej. W wiekach następnych Europę Zachodnią i Południową opanowała łacina i wyrosłe na jej gruncie języki romańskie. Około III – V w. n.e. ekspansja Germanów rozprzestrzeniła ich języki na całym kontynencie. Ostatnią wielką rodziną językową, która pojawiła się, były języki słowiańskie, które ok. VII – IX w. opanowały wielkie obszary w Europie Środkowej i Wschodniej, a w kolejnych wiekach na zachodzie ustępując nieznacznie innym grupom językowym, na wschodzie i północy wypierały języki fińskie.

## Zmiany na językowej mapie Europy wXX w.
Językowa mapa Europy nie jest ustalona na stałe i nadal się zmienia. W ciągu XX w. zaszły na niej liczne zmiany, do których należą m.in.
- Powstanie w ośrodkach miejskich Europy Zachodniej enklaw zamieszkanych przez ludność posługują się językami innymi niż wymienione, zwłaszcza językiem arabskim
- Praktyczny zanik języków używanych przez europejskich Żydów: jidisz i ladino. Tym pierwszym tuż przed wybuchem II wojny posługiwało się 5–7 mln ludzi, obecnie zaś tylko kilkadziesiąt tysięcy.
- Nastąpiło ograniczenie zasięgu małych języków zachodnioeuropejskich, wypieranych przez języki duże, mające w danym państwie status urzędowego. W wyniku tego
  - W Szwajcarii język niemiecki ponad dwukrotnie zwiększył swój zasięg terytorialny i używany jest obecnie na ponad połowie obszaru, na którym jeszcze w 1900 r. posługiwano się językiem romansz.
  - Na tej samej zasadzie (choć w mniejszej skali, bo była to tylko kontynuacja procesów, które największe nasilenie miały w XIX w.) język angielski wyparł z części obszarów języki celtyckie: szkocki, walijski, irlandzki i manx.
  - Postępujące rozprzestrzenienie języka francuskiego zmniejszyło zasięg języków bretońskiego i języka okcytańskiego (prowansalskiego).
  - Także język hiszpański ograniczył terytorium, na którym używa się języka baskijskiego, w tym jednak przypadku proces ten nastąpił częściowo pod administracyjnym przymusem, gdy we frankistowskiej Hiszpanii zakazywano posługiwania się językiem baskijskim.
- Nastąpiło rozprzestrzenienie języka rosyjskiego na terenach dawnego ZSRR
  - Powstały rosyjskojęzyczne enklawy w miastach wielu obecnie niepodległych krajów, m.in. Estonii i Łotwy.
  - język rosyjski częściowo wyparł pokrewne mu języki: białoruski z Białorusi oraz ukraiński ze wschodniej Ukrainy
  - rozprzestrzenienie języka rosyjskiego zmniejszyło zasięg występowania wielu języków ugrofińskich m.in. komijskiego, karelskiego i wepskiego, zaś język iżorski pod naporem rosyjskiego praktycznie wymarł.
  - W wyniku deportacji Tatarów Krymskich język krymskotatarski na Krymie zanikł; w miejsce wysiedleńców osadzono osadników rosyjskojęzycznych (obecnie wraz z powrotami Tatarów, ich język ponownie pojawił się na Krymie).
  - Po 1945 r. język rosyjski opanował obszar obwodu królewieckiego
- Po 1945 r. język polski został zastąpiony na tzw. Kresach przez języki białoruski i ukraiński, w zamian za co pojawił się na tzw. Ziemiach Odzyskanych, wcześniej niemieckojęzycznych
- Po 1945 r. język czeski zwiększył swój zasięg o ok. 1/3 i opanował te obszary Czech, które do II wojny r. były niemieckojęzyczne
- Po II wojnie znacząco zmniejszył się zasięg języka niemieckiego. W wyniku przesiedleń ludności został on wyparty z Prus Wschodnich (zastąpiony przez polski i rosyjski), Pomorza Zachodniego i Środkowego, Śląska i zachodniej Wielkopolski (przez język polski), przygranicznych obszarów Czech, m.in. tzw. Sudetów (przez czeski), Banatu (przez serbski) i Siedmiogrodu (przez rumuński) oraz Powołża (zastąpiony przez język rosyjski). Zanikły także enklawy języka niemieckiego w całej Europie Środkowo-Wschodniej, m.in. na Łotwie i Słowacji.
- Nastąpiło zmniejszenie zasięgu języka węgierskiego w Siedmiogrodzie (na rzecz rumuńskiego) i Wojwodinie (na rzecz serbskiego)
- Nastąpiło wyparcie języka serbskiego z Kosowa przez język albański
- Znacząco spadła liczba użytkowników i zakres występowania języków używanych przez półkoczownicze społeczeństwa będące na niskim stopniu rozwoju kultury materialnej: lapońskiego, arumuńskiego czy nienieckiego.